# 207 pr. n. št.

## Dogodki
- bitka pri Metavru

## Smrti
- 22. junij - Hasdrubal Barka, kartažanski general in Hanibalov brat (* 245 pr. n. št.)